# Grace Mukomberanwa
Grace Mukomberanwa (1944) es una escultora de Zimbabue.

## Datos biográficos
Ella pertenece a la primera generación de escultores de piedra saponita del Arte Shona. Es la esposa del renombrado artista, también de la primera generación de escultores, 
Nicholas Mukomberanwa. Ambos han trabajado la piedra del talco, llamada saponita y enseñaron la técnica a sus hijos. Es una de las más importantes escultoras de Zimbabue. Su trabajo ha tenido repercusión internacional y ha sido expuesto en diferentes países.

## La familia Mukomberanwa de escultores
Ella es miembro de la familia Mukomberanwa  de escultores. Mukomberanwa fue la esposa de Nicholas Mukomberanwa. Ella es la madre de Anderson, Lawrence, Tendai, Taguma, Netsai y Ennica Mukomberanwa, y la tía de Nesbert Mukomberanwa, todos ellos dedicados a la escultura.